# Franz Xaver Kraus

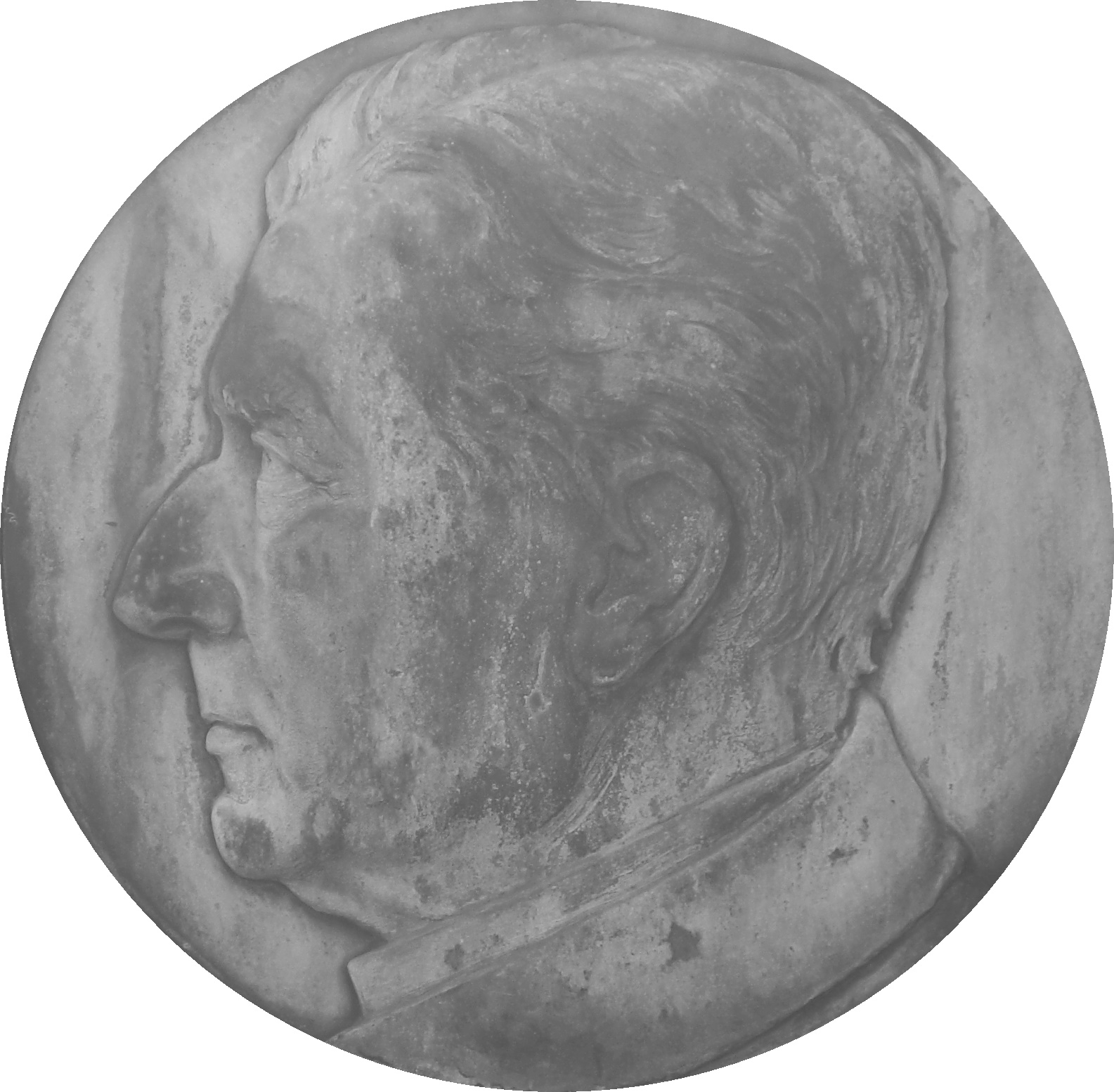
Franz Xaver Kraus

Franz Xaver Kraus

Franz Xaver Kraus (* 18. September 1840 in Trier; † 28. Dezember 1901 in San Remo) war ein deutscher Kunst- und Kirchenhistoriker.

## Leben
Franz Xaver Kraus entstammte einer bürgerlichen Familie aus Trier. Sein Vater arbeitete als Zeichenlehrer am städtischen Gymnasium. Nach seinem Schulabschluss 1858 trat Kraus unter dem Einfluss seiner religiösen Mutter in das Trierer Priesterseminar ein. Zwischen 1860 und 1862 unterbrach er aus gesundheitlichen und finanziellen Gründen sein Studium am Seminar; seinen Unterhalt verdiente er sich in dieser Zeit als Hauslehrer bei französischen Adelsfamilien. Er nahm die Gelegenheit wahr, sich an der Bibliothèque Nationale in Paris selbständig wissenschaftlich weiterzubilden. Noch von Paris aus schickte er eine Arbeit über Synesios von Kyrene an die Universität Freiburg, um in absentia (in Abwesenheit) den Titel eines Dr. phil. ob eximiam eruditionem (aufgrund besonderer Gelehrtheit) zu erwerben, ein Verfahren, das damals nicht unüblich war, aber nicht zum Eintritt in eine akademische Laufbahn berechtigte. Anschließend kehrte er nach Trier zurück, um sein Theologiestudium fortzuführen. 1864 schloss er sein Studium ab und wurde vom Weihbischof Matthias Eberhard zum Priester geweiht. Im Herbst 1864 bezog Kraus die Freiburger Universität, wo er 1865 unter dem Kirchenhistoriker Johann Baptist Alzog im Fach Kirchengeschichte den theologischen Doktorgrad erwarb. 1865 ging er nach Bonn, wo er beim Philologen Friedrich Ritschl studierte und Bekanntschaft mit dem Theologen Franz Heinrich Reusch machte. Hier wurde Kraus auch bei der katholischen Studentenverbindung K.St.V. Arminia Bonn im KV eingeführt. Am 1. September 1865 trat Kraus die Stelle eines Frühmessers in Pfalzel bei Trier an. Persönliche Ambitionen, eine Lehrtätigkeit am Trierer Priesterseminar in Kirchengeschichte zu übernehmen, erfüllten sich nicht, da er sich bei den Geistlichen wegen kritischer Schriften über die in Trier verehrte Reliquie des heiligen Nagels und den apostolischen Ursprung der Diözese Trier unbeliebt gemacht hatte. 1872 erhielt Kraus in der philosophischen Fakultät der Universität Straßburg eine außerordentliche Professur für Christliche Kunstgeschichte. Eine Berufung an die Universität Breslau scheiterte 1874 am Widerstand des Breslauer Fürstbischofs Heinrich Förster. 1878 trat er als ordentlicher Professor für Kirchengeschichte die Nachfolge seines ehemaligen Lehrers Alzog in Freiburg an. In seiner Freiburger Amtszeit, die bis zu seinem Lebensende reichte, verfasste Kraus bedeutende Arbeiten über christliche Kunstgeschichte und den Dichter Dante. 1890/91 war er Prorektor der Universität.
Nachdem er bereits ab 1876 mit Kunst und Alterthum in Elsass-Lothringen die Kunstdenkmäler von Elsass und Lothringen inventarisiert hatte, begründete er 1887, nachdem er bereits 1882 staatlicher Konservator der kirchlichen Denkmäler im Großherzogtum Baden geworden war, mit der Reihe Die Kunstdenkmäler des Grossherzogthums Baden die Kunstdenkmälerinventarisation in Baden. Anlässlich der 500-Jahr-Feier der Heidelberger Universität (1886) gab er 1887 im Auftrag der Badischen Regierung die ihm aus seiner Pariser Studienzeit bekannte Heidelberger Liederhandschrift (Codex Manesse) noch vor der Rückgabe des Originals an die Heidelberger Universität in einer Faksimileausgabe in Lichtdruck heraus. Er gilt als einer der Begründer der modernen Christlichen Archäologie.
Mit seiner streng wissenschaftlichen Haltung wurde er zum Leitbild und mit seiner kritischen und polemischen Publizistik (Pseudonym Spectator) zur Galionsfigur des Reformkatholizismus, ohne sich jedoch selbst einer Organisation oder Partei anzuschließen. Kraus verstand sich als Gegner des politischen Katholizismus der badischen Zentrumspartei unter ihrem Führer Theodor Wacker. Sein Ideal eines „religiösen Katholizismus“ orientierte sich an Dante Alighieri und John Henry Newman.
Kurz vor seinem Tod wurde Franz Xaver Kraus in seiner Heimatstadt Trier für seine wissenschaftlichen Leistungen zum Ehrenbürger ernannt. Er vermachte der Stadt Trier wertvolle Kunstwerke und Teile seiner Bibliothek mit 12.000 Bänden; diese gingen in die Stadtbibliothek Trier ein. Auch seinen schriftlicher Nachlass (u. a. die äußerst umfangreiche Korrespondenz) wurde der Stadtbibliothek übergeben – allerdings versiegelt: Kraus hatte verfügt, dass er erst 50 Jahre nach seinem Tod geöffnet werden dürfe, was 1951 auch geschah. Der damalige Leiter der Trierer Stadtbibliothek, Hubert Schiel veröffentlichte in den folgenden Jahren Teile davon, u. a. die Tagebücher Kraus’. Andere Teile seiner Bibliothek und sein Vermögen stiftete Kraus zur Gründung eines Lehrstuhls und eines Instituts für Christliche Archäologie an der Universität Freiburg. Erster Inhaber des Lehrstuhls wurde im Jahr 1916 Kraus’ jüngster Schüler Joseph Sauer, der schon zuvor Kraus’ Geschichte der christlichen Kunst fortgesetzt hatte.
Die der Stadt Trier vermachten Kunstwerke wurden später teilweise veräußert, um vom Erlös Stücke mit regionalem Bezug kaufen zu können. Die verbliebenen Objekte befinden sich heute im Trierer Stadtmuseum.

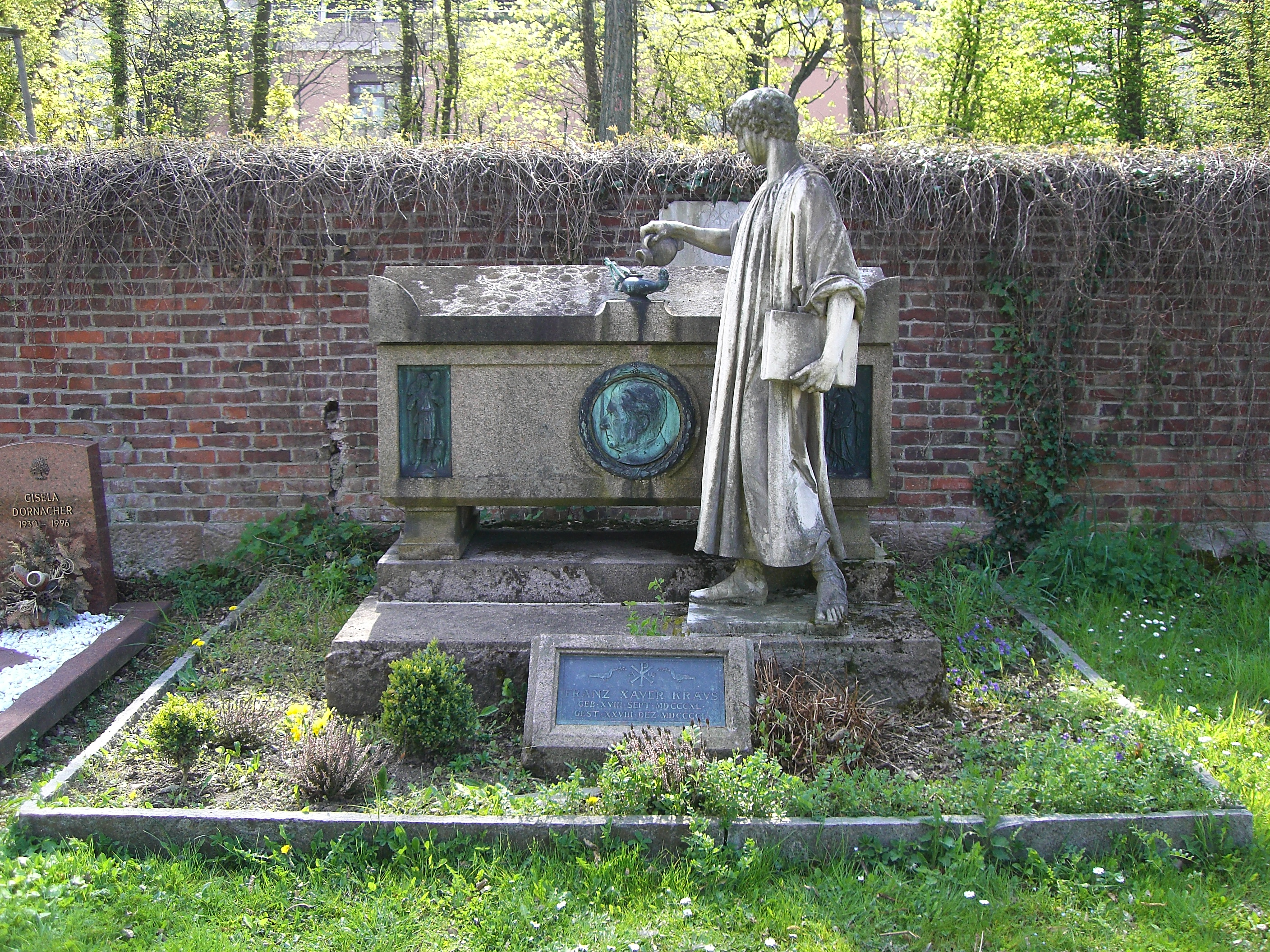
Grab von Franz Xaver Kraus, gestaltet von Julius Seitz

Der in seinen letzten Jahren oft schwer kranke Kraus starb, erst 61-jährig, während eines Erholungsurlaubs in San Remo an Magenkrebs; beigesetzt ist er auf dem Freiburger Hauptfriedhof.

## Wirkungsgeschichte
Auf Kraus berief sich die 1904 in München gegründete Kraus-Gesellschaft, die sich um eine katholische Reform bemühte.

## Schriften (Auswahl)
- Die Blutampullen der römischen Katakomben, G. J. Hamacher, Frankfurt a. M. 1868 (books.google.de).
- Kunst und Alterthum in Elsass-Lothringen. Beschreibende Statistik. Friedrich Bull, Straßburg 1876–1892.
  - Band I, 1876 (Google Books).
  - Band II, 1881 (Google Books).
  - Band III, 1886 (Google Books).
  - Band IV, 1892 (Google Books).
- Die Kunstdenkmäler des Grossherzogthums Baden. Beschreibende Statistik. Bd. 6: Erste Abtheilung: Die Kunstdenkmäler des Landkreises Freiburg, aus dessen Nachlass herausgegeben von Max Wingenroth, Tübingen/Leipzig 1904.
- Ludwig Spach. Ein Nachruf, Schultz,  Straßburg 1880.
- Tagebücher. Herausgegeben von Hubert Schiel. Bachem, Köln 1957.
- Liberaler Katholizismus. Biographische und kirchenhistorische Essays (= Bibliothek des Deutschen Historischen Instituts in Rom Bd. 57). Kommentiert und herausgegeben von Christoph Weber. Niemeyer, Tübingen 1983, ISBN 3-484-82057-8.

als Herausgeber
- Autobiographische Aufzeichnungen von Ludwig Spach, in: Jahrbuch für Geschichte, Sprache und Literatur Elsass-Lothringens, 15. Jahrgang, Straßburg 1899, S. 45–88; 16. Jahrgang, Straßburg 1900, S. 93–138, fortgesetzt im 17. Jahrgang 1901.